# 극장판 쿠로코의 농구 라스트 게임
극장판 쿠로코의 농구 라스트 게임(劇場版 黒子のバスケ LAST GAME, Kuroko's Basketball The Movie: Last Game)은 일본에서 제작된 타다 슌스케 감독의 2017년 애니메이션 영화이다. 오노 켄쇼 등이 주연으로 출연하였다.

## 출연

### 주연
- 오노 켄쇼
- 오노 유우키
- 사이토 치와

### 조연
- 호소야 요시마사
- 하마다 켄지
- 노지마 히로후미
- 오노 다이스케
- 스즈키 타츠히사
- 카미야 히로시
- 하타노 와타루
- 키무라 료헤이
- 스와베 쥰이치
- 스즈무라 켄이치